# Lecythis
Genre
Classification APG IV (2016)
Lecythis est un genre est une espèce de plantes à fleurs de la famille des Lécitidacées.
Il s'agit de plantes ligneuses.

## Liste d'espèces
Selon BioLib (25 janvier 2021) et  ITIS (25 janvier 2021) :
- Lecythis minor Jacq.
- Lecythis ollaria Loefl.
- Lecythis zabucajo Aublet

Selon World Checklist of Selected Plant Families (WCSP) (25 janvier 2021) :
- Lecythis alutacea (A.C.Sm.) S.A.Mori (1981)
- Lecythis ampla Miers (1874)
- Lecythis barnebyi S.A.Mori (1981)
- Lecythis brancoensis (R.Knuth) S.A.Mori (1981)
- Lecythis chartacea O.Berg (1856)
- Lecythis confertiflora (A.C.Sm.) S.A.Mori (1987)
- Lecythis corrugata Poit. (1825)
- Lecythis gracieana S.A.Mori (1995)
- Lecythis holcogyne (Sandwith) S.A.Mori (1981)
- Lecythis ibiriba (Miers) N.P.Sm., S.A.Mori & Popovkin (2012 publ. 2013)
- Lecythis idatimon Aubl. (1775)
- Lecythis lanceolata Poir. (1804)
- Lecythis lurida (Miers) S.A.Mori (1981)
- Lecythis marcgraaviana Miers (1874)
- Lecythis mesophylla S.A.Mori (1970 publ. 1971)
- Lecythis minor Jacq. (1763)
- Lecythis oldemanii Roosmalen (2004)
- Lecythis ollaria Loefl. (1758)
- Lecythis parvifructa S.A.Mori (1990)
- Lecythis persistens Sagot, Ann. Sci. Nat., Bot., sér. 6 (1885)
- Lecythis pisonis Cambess. (1833)
- Lecythis pneumatophora S.A.Mori (1990)
- Lecythis poiteaui O.Berg (1859)
- Lecythis prancei S.A.Mori (1990)
- Lecythis retusa Spruce ex O.Berg (1858)
- Lecythis schomburgkii O.Berg (1856)
- Lecythis schwackei (R.Knuth) S.A.Mori (1981)
- Lecythis serrata S.A.Mori (1990)
- Lecythis tuyrana Pittier (1927)
- Lecythis zabucajo Aubl. (1775)